# Блинн, Холбрук
Холбрук Блинн (англ. Holbrook Blinn; 23 января 1872 — 24 июня 1928) — американский актёр театра и кино.

## Биография
Холбрук Блинн родился в Сан-Франциско. Его отцом был Чарльз Х. Блинн, ветеран гражданской войны, а матерью Нелли Холбрук, актриса. Он начал выступать на сцене ещё ребёнком, объездив с гастролями всю территорию США, выступал также в Лондоне. Снимался в немом кино. Был режиссёром одноактовых пьес в нью-йоркском театре «Princess Theatre».
В 1900 году он появился в Лондоне в спектакле «Ib and Little Christina». Среди его спектаклей на Бродвее: «The Duchess of Dantzic» (в роли Наполеона) (1903), «Salvation Nell» (1908), «Within the Law» (1912), «Мольер» (1919), «Женщина, не стоящая внимания» (1916), «Дама с камелиями» (1917) и «Getting Together» (1918).
Некоторые из его лучших ролей в немом кино: «McTeague» (1916), «The Bad Man» (1923), «Розита» (1923), «Yolanda» (1924) и «Janice Meredith» (1924), в двух последний фильмах в главной роли снялась Мэрион Дэвис.
Холбрук Блинн умер от осложнений, вызванных падением с лошади, и был похоронен на кладбище Сонная лощина, Нью-Йорк.